# Armitage Saddle
Armitage Saddle är ett bergspass i Antarktis. Det ligger i Östantarktis. Nya Zeeland gör anspråk på området. Armitage Saddle ligger 1 264 meter över havet.
Terrängen runt Armitage Saddle är kuperad åt nordost, men åt sydväst är den bergig. Trakten är obefolkad. Det finns inga samhällen i närheten. 